# Plata quemada (novela)
Plata quemada es una novela policial del escritor argentino Ricardo Piglia publicada en 1997, basada en la historia real de un millonario asalto a un banco en la Provincia de Buenos Aires en 1965. Fue ganadora del Premio Planeta Argentina de 1997, con un jurado compuesto por Mario Benedetti, Tomás Eloy Martínez, Augusto Roa Bastos, María Esther de Miguel y el editor de Planeta, Guillermo Schavelzon.
Plata quemada figura en el número 47 de la lista seleccionada en 2007 por 81 escritores y críticos latinoamericanos y españoles de los mejores 100 libros en lengua castellana de los últimos 25 años.

## Argumento de la novela
La novela está basada en una historia real, pero incluye unos cuantos inventos, e inclusive copia fragmentos de la prensa de la época sucedida en 1965. Marcelo Nene Brignone, Carlos Cuervo Mereles y Roberto Gaucho Dorda, junto a Mario Malito, habían robado un camión de caudales en la localidad de San Fernando, provincia de Buenos Aires. El plan orquestado contó con la complicidad de la policía y políticos locales, y en el hecho los ladrones mataron a varias personas. En total, se alzaron con un botín de más de siete millones de pesos. Luego del golpe, los ladrones escaparon a Uruguay, donde fueron conocidos como los porteños del Liberaij, luego de que Brignone, Mereles y Dorda fueran ultimados por la policía en un departamento del Edificio Liberaij, ubicado en la calle Julio Herrera y Obes entre Canelones y Maldonado, de la ciudad de Montevideo. El tiroteo policial duró más de quince horas, y resultaron muertos dos policías más, además de Brignone, Mereles y Dorda. El hecho tuvo gran repercusión en la prensa de la época, tanto de Uruguay como de Argentina.
Piglia había comenzado a escribir la historia a los pocos años de sucedida, pero no volvió a retomarla sino hasta mucho tiempo más tarde. En 1997 finalmente la termina y la presenta al concurso de Planeta, que gana. Así explicaba Piglia la genésis de la novela en una entrevista hecha por Juan Gabriel Vásquez para la Revista Lateral:

"La empecé a escribir en 1968, después de terminar mi primer libro. Por una serie de azares, le había mandado unas cajas con manuscritos a mi hermano, y de pronto él tuvo que arreglar su casa y me las mandó de vuelta. Cuando abrí la primera caja me encontré con la novela. Ya la había olvidado, y creo que fue un milagro: si abro otra caja y me encuentro con cartas viejas, las tiro todas. El narrador no surgió como una decisión determinada, sino como un intento de hacer una narración coral, porque para mí la clave del libro era esa especie de tragedia que tiene. Pensé en el coro de la tragedia griega: el periodista, las versiones que iban comentando el destino trágico de los personajes. Las voces que el Gaucho Dorda, ese personaje esquizofrénico, escucha en su cabeza, son la metáfora del Narrador, con mayúscula. Eso fue lo que hizo que tuviera sentido escribir esta novela: la búsqueda de cómo contarla. O, por ejemplo, el invento es obvio que es un invento del policía que escucha. Es un artificio técnico, necesario para contar lo que pasa en el departamento sin tener que acudir a un narrador omnisciente. ¿Cómo hacer para poner los diálogos del departamento si uno no confía en la omnisciencia? Es una especie de protocolo Henry James".

Entre el año en que empezó a escribir la novela y el texto definitivo, Piglia leyó "una serie de libros importantes", que de alguna manera le influyeron:

"Leí sobre todo esos libros periodísticos de los setenta que comenzaban a incorporar una novedad importante: se utilizaba un grabador para recopilar las historias. Los libros de Oscar Lewis, por ejemplo: Los hijos de Sánchez y La vida, un libro sobre las prostitutas portorriqueñas en Nueva York. En ellos aparecían las voces vivas de los narradores, y esto produjo un corte en relación con los sistemas de representación de la voz y de la narración. Lo que me interesó fue hacer esto ficcional: decir que estaba utilizando un grabador y reconstruir inventando, que es lo que hago en la novela y lo que hice en un relato, Tajares 55. Decir: 'Este libro está hecho con la técnica de grabar las varias historias, y yo no he intervenido', cuando en realidad soy yo el que inventa cada una de las historias. Era una declaración: los escritores estamos dispuestos a resistir el embate de este instrumento que me parecía, por otra parte, muy productivo. En eso también estoy con Brecht: hay que estar atento a las renovaciones técnicas. Ese camino produjo después una serie de textos en Argentina y en todos lados: los libros de Elena Poniatowska, por ejemplo. Ese es el contexto en el que yo imagino este libro. Es un intento por trabajar con las convenciones del relato verdadero que usa grabadores, pero ficcionalizando esas convenciones. En lugar de grabar la historia, producir uno mismo las voces. En una primera versión, toda la novela sucede en el departamento donde los asaltantes están sitiados por la policía. En una segunda versión, empieza en el momento en que alguien los denuncia en Montevideo, porque los han visto cambiar la chapa de un auto. Ellos matan a un policía y quedan desconectados. Y luego, por fin me di cuenta de que tenía que empezarla donde empezaba: con el robo. La estructura de los hechos tenía que ser fiel, y era en el trabajo con los personajes donde yo tenía que ser libre".

## Adaptaciones y reversiones de la novela
- En 2000, el cineasta argentino Marcelo Piñeyro llevó la novela al cine bajo el mismo nombre, Plata Quemada. Con las actuaciones de Leonardo Sbaraglia como Franco El Nene Brignone y Eduardo Noriega como Marcos El Gaucho Dorda, la película narra los hechos de la novela, pero se centra especialmente en la relación homosexual entre Dorda y Brignone.

- En 2014, el periodista uruguayo Leonardo Haberkorn presentó una nueva crónica de los hechos ocurridos en 1965, editada por Sudamericana como Liberaij. La verdadera historia del caso Plata quemada.[6][7] En ese libro, Haberkorn busca atenerse a una narración fiel de los hechos, reconstruyéndolos a partir de las crónicas periodísticas de la época, y despegándose de la narración ficcional de Piglia.

## Juicio
La novela fue llevada a los tribunales en diversas ocasiones.

### Sobre el premio
En 1997, el mismo año en que ganó el premio, Gustavo Nielsen le inició un juicio a Piglia y a su editor, Guillermo Schavelzon, por violar las bases y condiciones del premio. El arquitecto y escritor Gustavo Nielsen había sido finalista con El amor enfermo. El problema no radicaba en la calidad de la novela premiada, que nadie puso en duda, sino en la conexión que tenía Piglia con la editorial. Nielsen ganó en segunda instancia, cuando, en 2005, la sala G de la Cámara Civil de Buenos Aires dictó un fallo condenatorio contra Planeta Argentina en el que señalaba que "existen demostradas muchas circunstancias que revelan la predisposición o predeterminación del premio en favor de la obra de Ricardo Piglia". La justicia argentina tuvo especialmente en cuenta el punto seis de las bases del concurso, que habilitaba como concursante a aquel que no tuviera "cedidos o prometidos los derechos de edición, publicación y/o reproducción en cualquier forma, con terceros".

### Galeano, Blanca Rosa
En el año 2003, Blanca Rosa Galeano, el personaje conocido como "la Nena", le inicia un juicio a Ricardo Piglia y a Planeta. En el que les exige una suma de un millón de pesos como resarcimiento por daños y perjuicios. En la vida real, la Nena era la novia de Carlos "Cuervo" Mereles, quien resultó muerto en el enfrentamiento policial. A raíz de los eventos que se narran en el libro, Blanca Galeano terminó también en la cárcel de Olmos, donde dio a luz a Carlos Alberto, hijo de ella y de Carlos "Cuervo" Mereles, de quien estaba embarazada al momento de ingresar a la cárcel.
El argumento que sostuvo Blanca Galeano fue que durante mucho tiempo había tratado de mantener ocultos estos hechos a su entorno familiar, laboral y amistoso, y que la publicación del libro le había traído desavenencias con su entorno y sobre todo con su hijo mayor, quien desconocía la identidad de su padre. Además, el autor, escribió una ficción sin mantener el resguardo de los nombres propios de cada personaje, e inventando situaciones que no sucedieron. La Cámara Nacional de Apelaciones en lo Civil, Sala A, falló en contra de Blanca Galeano, estableciendo que los hechos en los que basó su novela Piglia eran de dominio público (puesto que habían sido publicados en numerosos artículos periodísticos de la época), que Piglia estaba amparado por la libertad de expresión, y que el reclamo pecuniario de la demandada era excesivo en relación con el supuesto daño que se le había infligido.

### Dorda, Claudia
Claudia Dorda, una psicóloga argentina, también le inició un juicio a Ricardo Piglia y a Planeta en el año 2008. En este caso, la demandada entendió que la representación que hacía Piglia de su padre Roberto Juan Dorda, sobre todo en lo referido a la homosexualidad y a su adicción a las drogas, le generaba un agravio moral. En una primera instancia (que fue luego apelada), se desestimó la denuncia contra Piglia, por considerarse que estaba amparado en el género ficcional propio de la novela, pero se le obligó a Planeta a pagar las costas del juicio y a resarcir a las demandantes por la contratapa que había puesto originalmente al libro, donde afirmaba que la novela era una historia real. Sin embargo, en una apelación posterior, el juez actuante desestimó toda la demanda, llegando a citar fragmentos de la obra:

Por lo pronto, el autor tuvo la prudencia, quizá no merecida, de ni siquiera llamar enteramente por su nombre a Roberto Juan Dorda (ver oficio de fs. 235), sino nombrarlo como el "Gaucho", o el "Gaucho Rubio", o el "Gaucho Dorda" o simplemente como "Dorda", con lo cual no era fácil que las actoras se vieran tan personalmente reconocidas por terceros o identificadas con ese personaje de una trama policial, cuyo único punto de contacto era la ocasional utilización de ese apellido.

Más aún cuando al cabo del capítulo ocho, el "Nene Brignone" está a punto de morir por las balas recibidas, después de resistir muchas horas en un departamento en la Ciudad de Montevideo, le dice a Dorda: "No aflojes Marquitos" y el autor agregó después "Lo había llamado por su nombre, por primera vez en mucho tiempo, en diminutivo, como si fuera el Gaucho quien precisara consuelo" (ver pág. 218). Este pasaje demuestra que Piglia incluso ocultó la identidad de Roberto Juan Dorda, al asegurar que el mismo en verdad se llamaba "Marcos", por lo que se torna dudosa la relación que dicen haber efectuado los testigos que declaran a instancias de las actoras, para concluir que por aquellas nominaciones efectuadas en el libro, descubrieron ellas que eran hija y nieta del afamado delincuente.